# 타마라 보로스

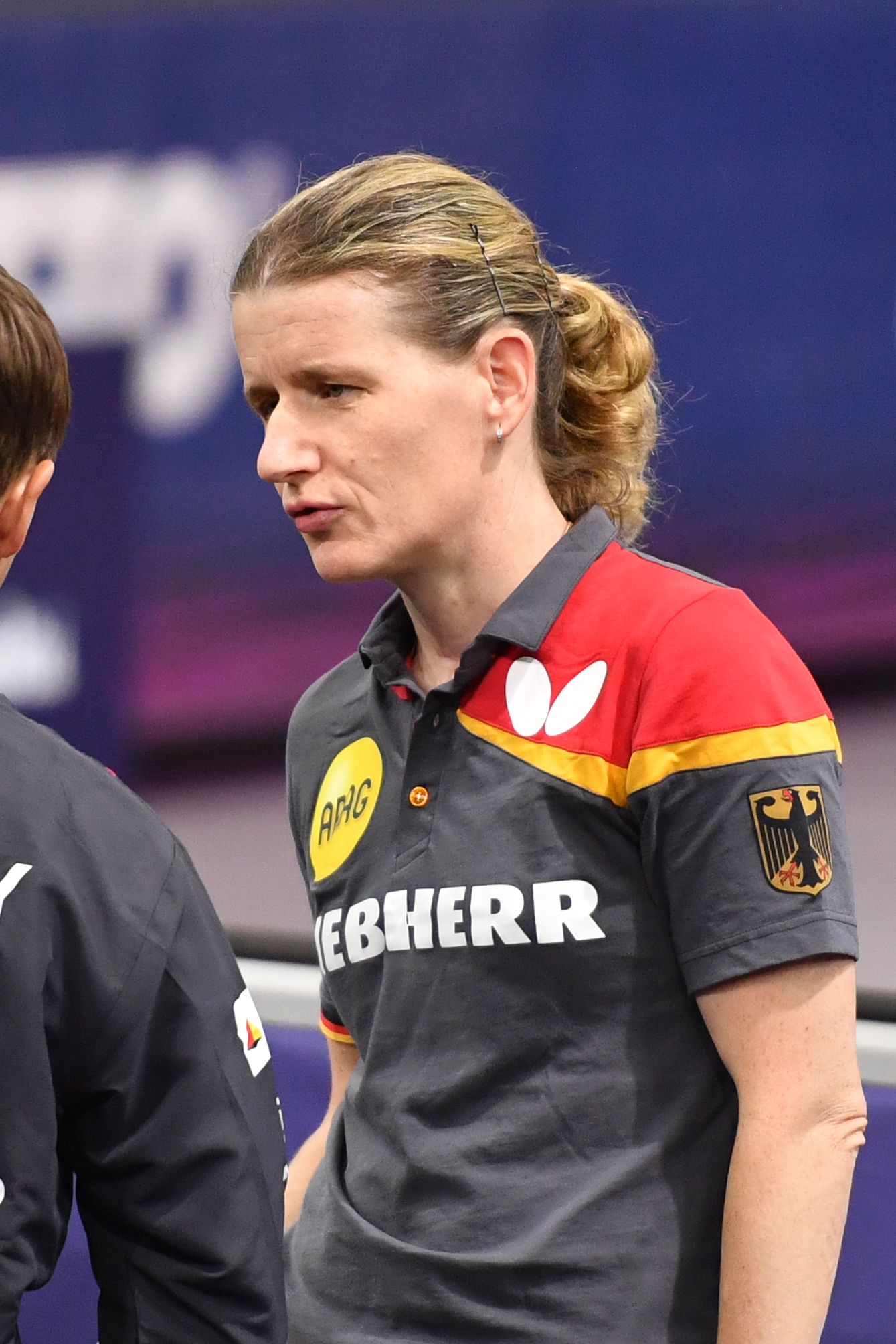

타마라 보로스(Tamara Boroš, 1977년 12월 19일 ~ )는 크로아티아 센타 출신으로 크로아티아의 탁구 선수다. 2003년 프랑스 파리 세계선수권대회에서 단식 동메달을 획득하였다.

## 참조
- 국제탁구연맹기록